# Метемпсихоза
Метемпсихоза је израз грчког порекла са значењем „преношења душе“ (психе) из једног тела у друго.
Слични концепти су сеоба душа, препорађање и реинкарнација, с једином разликом што се у метемпсихози душа може уселити и у различите животиње и биљке, ради очишћења од грехова из пређашњег живота.
У сеобу душа веровали су нпр. питагорејци и Платон, а такође сачињава битан елемент хиндуизма, будизма и неких других религија.